# Halophila baillonis
Halophila baillonis là một loài thực vật có hoa trong họ Hydrocharitaceae. Loài này được Asch. ex Dickie mô tả khoa học đầu tiên năm 1874.